# Versão geométrica do Teorema de Hahn-Banach
O Teorema de Hahn-Banach é bastante conhecido e tem diversas aplicações na Matemática. Neste artigo será mostrado uma das mais importantes de suas várias versões, conhecida como a Versão Geométrica do Teorema de Hahn-Banach. Mas antes de prová-lo, definiremos o Funcional de Minkowski da maneira mais adequada para nós e enunciaremos um lema importante para a demonstração da versão geométrica.

## Versão geométrica do Teorema de Hahn-Banach

### Enunciado
Seja {\displaystyle \mathrm {X} } normado e {\displaystyle C} convexo e fechado contido em {\displaystyle \mathrm {X} }. Dado {\displaystyle x_{0}\in X,x_{0}\not \in C}, e seja {\displaystyle X^{*}} o Espaço Dual de {\displaystyle \mathrm {X} }, temos que existe {\displaystyle \varphi \in X^{*}} tal que {\displaystyle \varphi (x)>sup\{\varphi (x):x\in C\}}

### O Funcional de Minkowski
Seja {\displaystyle \mathrm {X} } normado e {\displaystyle C\subseteq X}. O Funcional de Minkowski de {\displaystyle C} é definido por
{\displaystyle \mu _{C}:X\to \mathbb {R} \cup \{+\infty \}}
{\displaystyle \mu _{C}(x)=inf\{\lambda >0:x\in \lambda c\}}

Obs: considere {\displaystyle inf(\emptyset )=+\infty }

### Um Lema importante antes da demonstração
Se {\displaystyle C} é convexo e {\displaystyle 0\in intC}, então {\displaystyle \mu _{C}} é uma função sublinear e {\displaystyle \{x\in X:\mu _{C}(x)<1\}\subseteq C\subseteq \{x\in X:\mu _{C}(x)\leq 1\}}

### Dicas para a demonstração do Lema
Para provar que {\displaystyle \mu _{C}(\alpha x)=\alpha \mu _{C}(x)}, considere as bolas {\displaystyle B(x,r)=\{y\in X:\lVert x-y\rVert <r\}} e {\displaystyle B[x,r]=\{y\in X:\lVert x-y\rVert \leq r\}} de forma que para {\displaystyle \delta >0} tenhamos {\displaystyle 0\in B(0,\delta )\subseteq C}. É claro que {\displaystyle \mu _{C}(0)=0.} Tome, então, {\displaystyle x\in X\setminus \{0\}} de forma que {\displaystyle {\frac {\delta }{\lVert x\rVert }}\cdot x\in \delta B_{x}=B[0,\delta ]\subseteq C} e siga daí.
Na prova de que {\displaystyle \mu _{C}(x+y)\leq \mu _{C}(x)+\mu _{C}(y)} utilize o fato de que {\displaystyle C} é convexo.
Por fim, se {\displaystyle \mu _{C}(x)<1}, então {\displaystyle x\in \lambda C} , para algum {\displaystyle \lambda <1}. Logo, {\displaystyle x\in \lambda C\subseteq C}. Por outro lado, se {\displaystyle x\in C}, então {\displaystyle x\in 1\cdot C} e {\displaystyle \mu _{C}(x)\leq 1}, o que finaliza a demonstração do Lema.

### Demonstração da Versão Geométrica
Sem perda de generalidade, podemos supor que {\displaystyle 0\in C}. Tome {\displaystyle \delta =d(x,C)>0} já que {\displaystyle C} é fechado.
Agora, seja {\displaystyle D=\{x\in X:d(x,C)\leq \delta /2\}}. Já que {\displaystyle 0\in C}, temos que {\displaystyle {\frac {\delta }{4}}B_{x}\subseteq D}, de forma que {\displaystyle 0\in intD}. Note que {\displaystyle D} é convexo e considere {\displaystyle \mu _{D}}. Temos, pelo Lema citado acima, que {\displaystyle \mu _{D}} é sublinear e que {\displaystyle \mu _{D}>1}, pois {\displaystyle x_{0}\not \in D}.
Considere {\displaystyle \varphi :[x_{0}]\to \mathbb {R} } dado por {\displaystyle \varphi (\lambda x_{0})=\lambda {\displaystyle \mu _{D}}(x_{0})}. Que {\displaystyle \varphi } é linear é óbvio. Além disso, temos que {\displaystyle \varphi (\lambda x_{0})\leq \mu _{D}(\lambda x_{0})}. Do Teorema de Hahn-Banach, temos que existe {\displaystyle {\tilde {\phi }}\in X^{*}} tal que
{\displaystyle {\tilde {\phi }}\mid _{x_{0}}=\varphi } e {\displaystyle {\tilde {\phi }}(x)\leq \mu _{D}(x)\forall x\in X}. Daí, note que {\displaystyle {\tilde {\phi }}(x_{0})=\varphi (x_{0})=\mu _{D}(x_{0})>1}.
Por outro lado, dado {\displaystyle x\in C}, temos que {\displaystyle x\in D} e portanto:
{\displaystyle {\tilde {\phi }}(x)\leq \mu _{D}(x)\leq 1}

Assim, {\displaystyle {\tilde {\phi }}(x_{0})>1\geq sup\{{\tilde {\phi }}(x):x\in C\}} , o que encerra a demonstração.